# Republik der Piraten
Die Republik der Piraten war von 1706 bis 1718 eine lose Konföderation von ehemaligen Freibeutern, die zu Piraten wurden. Ihr Hauptsitz befand sich in Nassau auf der Insel New Providence, die Teil der Bahamas ist. Obwohl sie weder ein Staat noch eine Republik im formellen Sinne war, wurde sie durch ihren eigenen Piratenkodex regiert. Die Aktivitäten der Piraten verursachten verheerende Auswirkungen auf den Handel und die Schifffahrt in den Westindischen Inseln, bis Woodes Rogers 1718 Nassau erreichte und die britische Kontrolle wiederherstellte, womit die Republik der Piraten endete.

## Geschichte
Die Ära der Piraterie auf den Bahamas begann 1696, als der Freibeuter Henry Every sein Schiff, die Fancy, beladen mit Beute aus der Plünderung indischer Handelsschiffe in den Hafen von Nassau brachte. Every bestach den Gouverneur Nikolaus Trott mit Gold und Silber und mit der Fancy selbst, die noch immer mit 50 Tonnen Elfenbein und 100 Fässern Schießpulver beladen war. Dadurch wurde Nassau zu einem Stützpunkt, von dem aus Piraten sicher operieren konnten, obwohl verschiedene Gouverneure regelmäßig eine Show zur Unterdrückung der Piraterie veranstalteten. Obwohl die Gouverneure immer noch rechtmäßig das Sagen hatten, wurden die Piraten immer mächtiger.
Die Ära einer echten Piratenkontrolle begann, als eine kombinierte französisch-spanische Flotte 1703 und 1706 Nassau angriff. Die Insel New Providence wurde von vielen ihrer Siedler praktisch verlassen und ohne jegliche Präsenz der englischen Regierung zurückgelassen. Nassau wurde dann von englischen Freibeutern übernommen, die mit der Zeit zu völlig gesetzlosen Piraten wurden. Die Piraten griffen französische und spanische Schiffe an, während die französischen und spanischen Streitkräfte Nassau noch mehrere Male niederbrannten. Die Piraten ließen sich in Nassau nieder und gründeten eine eigene Republik mit eigenen Gouverneuren. 1713 war der spanische Erbfolgekrieg vorbei, aber bei vielen britischen Freibeutern kam dies nur langsam an und löste Widerwillen aus und sie widmeten sich der Piraterie. Dies führte dazu, dass eine große Zahl arbeitsloser Freibeuter sich auf den Weg nach New Providence machte, um sich der Republik anzuschließen und ihre Zahl zu erhöhen. Die Republik wurde von zwei berühmten Piraten beherrscht, die erbitterte Rivalen waren – Benjamin Hornigold und Henry Jennings. Hornigold war Mentor von Piraten wie dem berühmten Edward Teach, bekannt als „Blackbeard“, zusammen mit Sam Bellamy und Stede Bonnet. Jennings war Mentor von Charles Vane, Jack Rackham, Anne Bonny und Mary Read. Trotz ihrer Rivalitäten formierten sich die Piraten zur „Fliegenden Bande“ und wurden schnell für ihre Heldentaten berüchtigt. Der Gouverneur der Bermudas gab an, dass es zu dieser Zeit über 1000 Piraten in Nassau gab und dass sie den nur hundert Einwohnern der Stadt zahlenmäßig überlegen waren. Später wurde Blackbeard von den Piraten von Nassau zu ihrem Magistrat gewählt, um das Kommando über ihre Republik zu übernehmen und Recht und Ordnung durchzusetzen, wie er es für richtig hielt.
Der Pirat Thomas Barrow erklärte, „dass er Gouverneur von Providence ist und es zu einem zweiten Madagaskar machen wird, und erwartet, dass 5 oder 600 weitere Männer aus Jamaika sich an der Besiedlung von Providence beteiligen und Krieg gegen die Franzosen und Spanier führen werden. Aber die Engländer beabsichtigen nicht, sich einzumischen, es sei denn, sie werden zuerst von ihnen angegriffen“. Während die Piraten es ursprünglich vermieden hatten, britische Schiffe anzugreifen, verschwand diese Zurückhaltung mit der Zeit, und auf ihrem Höhepunkt konnten die Piraten eine kleine Flotte von Schiffen kommandieren, die es mit den Fregatten der Royal Navy aufnehmen konnten. Das Ausmaß der von den Piraten verursachten Verwüstungen führte zu einem Aufruf nach ihrer Vernichtung, und schließlich ernannte Georg I. von Großbritannien Woodes Rogers zum Gouverneur der Bahamas, um der Piraterie ein Ende zu setzen. 1718 kam Rogers mit einer Flotte von sieben Schiffen in Nassau an und begnadigte all jene, die sich gestellt und von weiterer Piraterie abgesehen hatten. Unter denjenigen, die dieses Angebot annahmen, war Benjamin Hornigold, und in einem klugen Schachzug beauftragte Rogers Hornigold, jene Piraten zu jagen und zu fangen, die sich weigerten, sich zu ergeben und die königliche Begnadigung anzunehmen. Als ehemaliger Freibeuter war er gut in der Lage zu verstehen, was getan werden musste, und er verfolgte seine ehemaligen Kameraden mit Eifer. Obwohl sich Piraten wie Charles Vane und Blackbeard der Gefangennahme entzogen, nahm Hornigold zehn Piraten gefangen, und am Morgen des 12. Dezember 1718 wurden neun von ihnen hingerichtet. Dieser Akt stellte die britische Kontrolle wieder her und beendete die Piratenrepublik auf den Bahamas. Die Piraten, die geflohen waren, setzten ihre Piratentätigkeit anderswo in der Karibik im so genannten Goldenen Zeitalter der Piraterie erfolgreich fort.

## Piratenkodex
Die Piraten führten ihre Geschäfte mit dem sogenannten Piratenkodex, der die Grundlage für ihre Behauptung bildete, dass ihre Herrschaft in New Providence eine Art Republik darstelle. Dem Kodex zufolge führten die Piraten ihre Schiffe demokratisch, indem sie die Beute gleichmäßig aufteilten und ihre Kapitäne durch Volksabstimmung auswählten und absetzten. Viele der Piraten waren seit dem Ende des Queen Anne’s War arbeitslose Freibeuter und ehemalige Seefahrer, die sich gegen die Bedingungen auf Handels- und Marineschiffen aufgelehnt hatten. Afrikaner und Iren konnten gleichberechtigte Mitglieder der Besatzung sein, und mehrere Personen mit gemischter europäischer und afrikanischer Abstammung wurden Piratenkapitäne. Einige der Piraten waren auch Jakobiten, die Piraten geworden waren, um die kürzlich abgesetzte Stewart-Linie wieder auf den Thron zu bringen.

## Piraten von Nassau

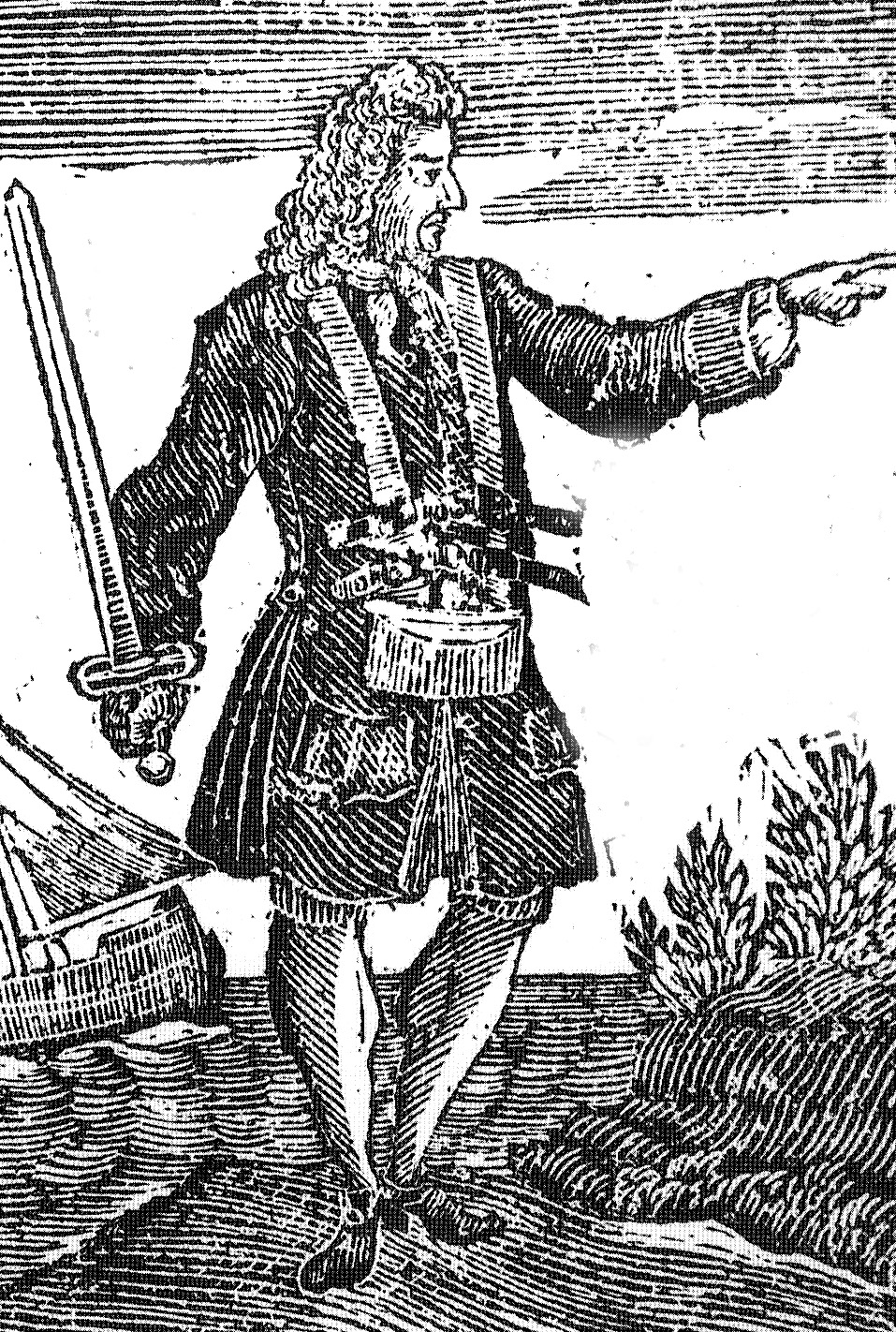
Charles Vane
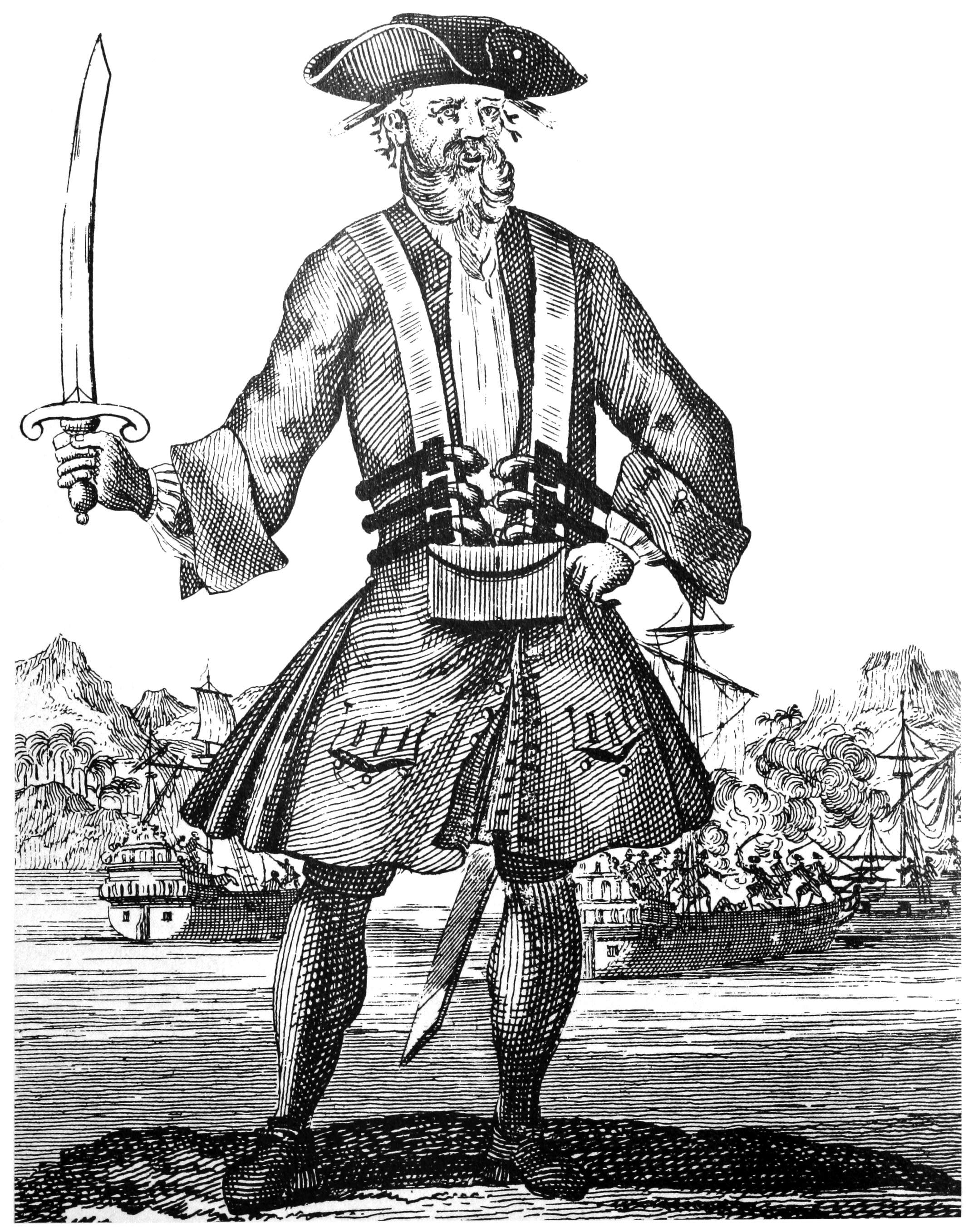
Edward Teach
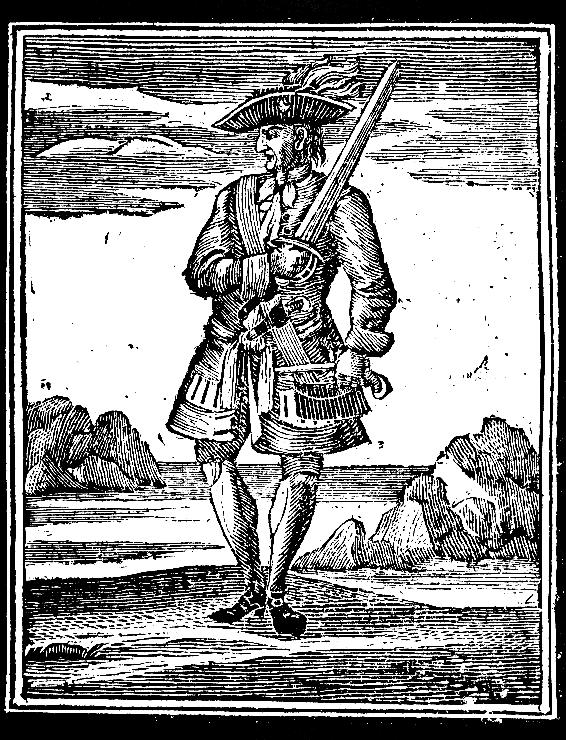
Jack Rackham

## Populärkultur
In Assassin’s Creed IV: Black Flag hilft die fiktive Figur Edward Kenway dabei, die Kontrolle über Nassau zu übernehmen und zusammen mit anderen großen Piraten des Goldenen Zeitalters der Piraterie eine Piratenrepublik zu errichten.